# Traslitterazione scientifica del cirillico
La traslitterazione scientifica, chiamata anche International Scholarly System, è un sistema di traslitterazione dei testi dall'alfabeto cirillico a quello latino (romanizzazione). Si usa spesso in linguistica quando vengono trattate in argomento le lingue slave. Nei paesi di lingua anglosassone viene invece adottata la traslitterazione anglosassone.  
La traslitterazione scientifica è puramente fonematica, cioè ogni carattere rappresenta un'unità di suono in una particolare lingua slava. È basata per lo più sulla versione croata dell'alfabeto latino, in cui ad ogni lettera corrisponde una lettera della versione modificata dell'alfabeto cirillico usata in serbo. Anche l'alfabeto latino modificato per la lingua ceca è stato preso ad esempio. Fu codificato nel 1898, nelle Preußische Instruktionen (PI) o Istruzioni prussiane per le biblioteche. Viene usata anche per traslitterare l'antico alfabeto glagolitico, che ha una stretta corrispondenza con il cirillico.
La traslitterazione scientifica è stata la base per la traslitterazione standard ISO 9. Mentre la traslitterazione scientifica conserva la pronuncia originale della lingua, l'ultima versione standard ISO (ISO 9:1995) non tiene conto dei suoni che le lettere rappresentano. ISO 9 permette così di poter ritornare senza problemi al testo originale cirillico, specificando un unico carattere latino per ogni lettera cirillica. 
Il sistema di traslitterazione ufficiale del governo russo, GOST 16876-71, è basato anch'esso sulla traslitterazione scientifica, ma assume х = kh essendo x un carattere cirillico e latino. La traslitterazione scientifica accettata per la lingua italiana usa ch per traslitterare x; esistono altre due varianti: una in cui la lettera х è translitterata come h e l'altra in cui è translitterata come x.
Per rappresentare tutti i diacritici necessari, il computer deve supportare l'Unicode, Latin-2, Latin-4, o Latin-7.
| Cirillico | ASE     | Bulgaro | Russo  | Bielorusso | Ucraino | Serbo  | Macedone | ISO 9 |
| --------- | ------- | ------- | ------ | ---------- | ------- | ------ | -------- | ----- |
| А а       | a       | a       | a      | a          | a       | a      | a        | a     |
| Б б       | b       | b       | b      | b          | b       | b      | b        | b     |
| В в       | v       | v       | v      | v          | v       | v      | v        | v     |
| Г г       | g       | g       | g      | h          | h       | g      | g        | g     |
| Ґ ґ       |         |         |        | g*         | g       |        |          | g̀     |
| Д д       | d       | d       | d      | d          | d       | d      | d        | d     |
| Ѓ ѓ       |         |         |        |            |         |        | ǵ        | ǵ     |
| Ђ ђ       |         |         |        |            |         | đ (dj) |          | đ     |
| Е е       |         | e       | e      | e          | e       | e      | e        | e     |
| Ё ё       |         |         | ë      | ë          |         |        |          | ë     |
| Є є       | e       |         |        |            | je      |        |          | ê     |
| Ж ж       | ž       | ž       | ž      | ž          | ž       | ž      | ž        | ž     |
| З з       | z       | z       | z      | z          | z       | z      | z        | z     |
| Ѕ ѕ       | dz      |         |        |            |         |        | dz       | ẑ     |
| И и       | i       | i       | i      |            | y       | i      | i        | i     |
| I і       | i       |         | i*     | i          | i       |        |          | ì     |
| Ї ї       | i       |         |        |            | ï (ji)  |        |          | ï     |
| Й й       |         | j       | j      | j          | j       |        |          | j     |
| Ј ј       |         |         |        |            |         | j      | j        | ǰ     |
| К к       | k       | k       | k      | k          | k       | k      | k        | k     |
| Л л       | l       | l       | l      | l          | l       | l      | l        | l     |
| Љ љ       |         |         |        |            |         | lj     | lj       | l̂     |
| М м       | m       | m       | m      | m          | m       | m      | m        | m     |
| Н н       | n       | n       | n      | n          | n       | n      | n        | n     |
| Њ њ       |         |         |        |            |         | nj     | nj       | n̂     |
| О о       | o       | o       | o      | o          | o       | o      | o        | o     |
| П п       | p       | p       | p      | p          | p       | p      | p        | p     |
| Р р       | r       | r       | r      | r          | r       | r      | r        | r     |
| С с       | s       | s       | s      | s          | s       | s      | s        | s     |
| Т т       | t       | t       | t      | t          | t       | t      | t        | t     |
| Ќ ќ       |         |         |        |            |         |        | ḱ        | ḱ     |
| Ћ ћ       | ǵ       |         |        |            |         | ć      |          | ć     |
| У у       |         | u       | u      | u          | u       | u      | u        | u     |
| ОУ оу     | u       |         |        |            |         |        |          |       |
| Ў ў       |         |         |        | ŭ (w)      |         |        |          | ŭ     |
| Ф ф       | f       | f       | f      | f          | f       | f      | f        | f     |
| Х х       | ch (h)  | h       | ch (h) | ch (h)     | ch (h)  | h      | h        | h     |
| Ц ц       | c       | c       | c      | c          | c       | c      | c        | c     |
| Ч ч       | č       | č       | č      | č          | č       | č      | č        | č     |
| Џ џ       |         |         |        |            |         | dž     | dž       | d̂     |
| Ш ш       | š       | š       | š      | sh         | š       | sh     | š        | š     |
| Щ щ       | šč (št) | št      | šč     |            | šč      |        |          | ŝ     |
| Ъ ъ       | ъ (ǔ)   | ă       | ″      |            |         |        |          | ″     |
| Ы ы       | y (ū)   |         | y      | y          |         |        |          | y     |
| Ь ь       | ь (ǐ)   | ′       | ′      | ′          | ′       |        |          | ′     |
| Ѣ ѣ       | ě       |         | ě*     | ě*         | ě*      |        |          | ě     |
| Э э       |         |         | ė      | ė          |         |        |          | è     |
| Ю ю       | ju      | ju      | ju     | ju         | ju      |        |          | û     |
| Я я       | ja†     | ja      | ja     | ja         | ja      |        |          | â     |
| ’         |         |         |        | –          | –       |        |          | '     |
| Ѡ ѡ       | o, ô    |         |        |            |         |        |          |       |
| Ѧ ѧ       | ę       |         |        |            |         |        |          |       |
| Ѩ ѩ       | ję      |         |        |            |         |        |          |       |
| Ѫ ѫ       | ǫ       |         |        |            |         |        |          | ǎ     |
| Ѭ ѭ       | jǫ      |         |        |            |         |        |          |       |
| Ѯ ѯ       | ks      |         |        |            |         |        |          |       |
| Ѱ ѱ       | ps      |         |        |            |         |        |          |       |
| Ѳ ѳ       | th (θ)  |         | f*     | f*         | f*      |        |          | f̀     |
| Ѵ ѵ       | ü       |         | (i*)   | (i*)       | (i*)    |        |          | ỳ     |
| Ѥ ѥ       | je      |         |        |            |         |        |          |       |

* Lettere arcaiche
† in antico slavo ecclesiastico appare la A iotizzata (Ꙗ)
ASE = Antico slavo ecclesiastico.  
Le lettere tra parentesi sono traslitterazioni più antiche, in caso di lettere arcaiche, o traslitterazioni alternative. L'apostrofo ucraino e bielorusso non viene trascritto. 
La lettera cirillica arcaica koppa (Ҁ, ҁ) si usava solo per traslitterare il greco e per il suo valore numerale, perciò viene omessa.